# Malanówko
Malanówko [pronunciación en polaco: /malaˈnufkɔ/] es un pueblo ubicado en el distrito administrativo de Gmina Mochowo, dentro del Condado de Sierpc, Voivodato de Mazovia, en el este de Polonia central. Se encuentra aproximadamente a 8 kilómetros al noroeste de Mochowo, a 17 kilómetros al suroeste de Sierpc, y a 123 kilómetros al noroeste de Varsovia.